# Petschory
Petschory (russisch Печоры, estnisch und Setu: Petseri, deutsch Petschur) ist eine Stadt in der nordwestrussischen Oblast Pskow mit 11.195 Einwohnern (Stand 14. Oktober 2010).

## Geografie
Die Stadt liegt etwa 50 km westlich der Oblasthauptstadt Pskow in unmittelbarer Nähe der Grenze zu Estland. Diese verläuft etwa drei Kilometer nördlich des Stadtzentrums und wird hier durch den Fluss Piusa gebildet, der etwa 20 Kilometer nordöstlich in den Peipussee mündet.
Petschory ist Verwaltungszentrum des gleichnamigen Rajons.

## Wappen

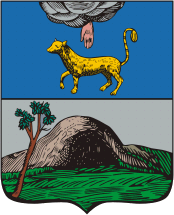
Altes Stadtwappen (1781)

Beschreibung: Von Silber und Grün geteilt mit einer goldenen Felsenhöhle und einer grünen Pflanze davor.
Im alten Wappen befindet sich das heutige Stadtwappen unten und oben das Wappen des Gouvernements Pskow. Dieses zeigt eine segnende Hand aus einer Wolke hervorbrechend über einem goldenen Leoparden. Die Hand wird als die des Zaren, manchmal auch als die von Gott interpretiert.

## Geschichte
1489 wurde das Mariä-Entschlafen-Höhlenkloster durch russisch-orthodoxe Mönche gegründet, welche – wie damals für viele russische Klöster üblich – in selbstgegrabenen Höhlen lebten. Der Ortsname ist wahrscheinlich vom russischen Wort peschtschera (russisch пещера Höhle) abgeleitet, eine Höhle zeigt auch das Stadtwappen.
Der Ort selbst entstand im 16. Jahrhundert als Possad in der Nähe des Klosters und entwickelte sich schnell zu einem bedeutenden Handelsplatz. Während der Regentschaft Iwans des Schrecklichen war Petschory eine wichtige Grenzfestung, die häufig von den Feinden Russlands belagert wurde. Die Armee von Stefan Batory eroberte die Stadt 1581 während der Belagerung von Pskow (1581); Schweden und Polen erstürmten sie 1592, 1611, 1615, 1630, und hielten sie von 1655 bis 1657. Nach dem Ausbruch des Großen Nordischen Kriegs erneuerten die Russen die Befestigungsanlagen. Boris Scheremetew begann 1701 hier seinen Feldzug gegen die Schweden. Im 18. Jahrhundert gehörte Petschory zum Gouvernement Pskow.
Danach verlor die Stadt an Bedeutung, die erst wieder zu wachsen begann, als 1886–1889 die Eisenbahnstrecke Pskow–Walk–Riga der damaligen Pskow-Rigaer Eisenbahn über Petschory gebaut wurde.
1918 erhielt der Ort wieder Stadtrecht. Von Februar bis Dezember 1918 besetzten deutsche Truppen die Stadt. Während des Estnischen Freiheitskriegs wurde sie am 29. März 1919 von estnischen Kräften erobert. Im Vertrag von Tartu vom 2. Februar 1920 wurden Petschory und Setumaa Estland zugeschlagen. Während der ersten Unabhängigkeit Estlands bis 1940 war Petseri, wie die Stadt auf Estnisch heißt, Verwaltungszentrum der umgebenden Region Petserimaa, einer der elf Regionen, aus denen sich die Republik Estland zusammensetzte. Zu dieser Zeit wurde die Peterskirche gebaut.
Nach der Annexion Estlands durch die Sowjetunion im Juni 1940 wurde auch Petschory am 21. Juli 1940 Teil der Estnischen Sozialistischen Sowjetrepublik, die am 6. August 1940 offiziell der Sowjetunion angeschlossen wurde.
Während des Zweiten Weltkriegs besetzte die deutsche Armee das Gebiet von August 1941 bis zum 11. August 1944. Unmittelbar danach besetzte die Sowjetunion Estland wieder, schloss jedoch Petschory und sein Umland nun als Teil der Russischen Sozialistischen Föderativen Sowjetrepublik der Oblast Pskow an.
Am 18. Mai 2005 unterzeichneten der estnische Außenminister Urmas Paet und sein russischer Amtskollege Sergei Lawrow ein Grenzabkommen, das die sowjetische Grenzziehung bestätigte und das Gebiet Russland überließ. Wenige Wochen danach trat Russland jedoch vom Vertrag zurück, sodass nach Lesart einiger estnischer Politiker – so des ehemaligen Premier- und Wirtschaftsministers Juhan Parts – der Vertrag von Tartu nach wie vor in Kraft und Petschory de jure ein Teil Estlands ist. Paet betonte jedoch, dass Estland das Gebiet nicht zurückfordern wird.
Im Mai 2019 machte der estnische Innenminister Mart Helme Gebietsansprüche auf die Stadt unter Hinweis auf die im Frieden von Dorpat 1920 geschlossene Vereinbarung an Russland geltend.

### Bevölkerungsentwicklung

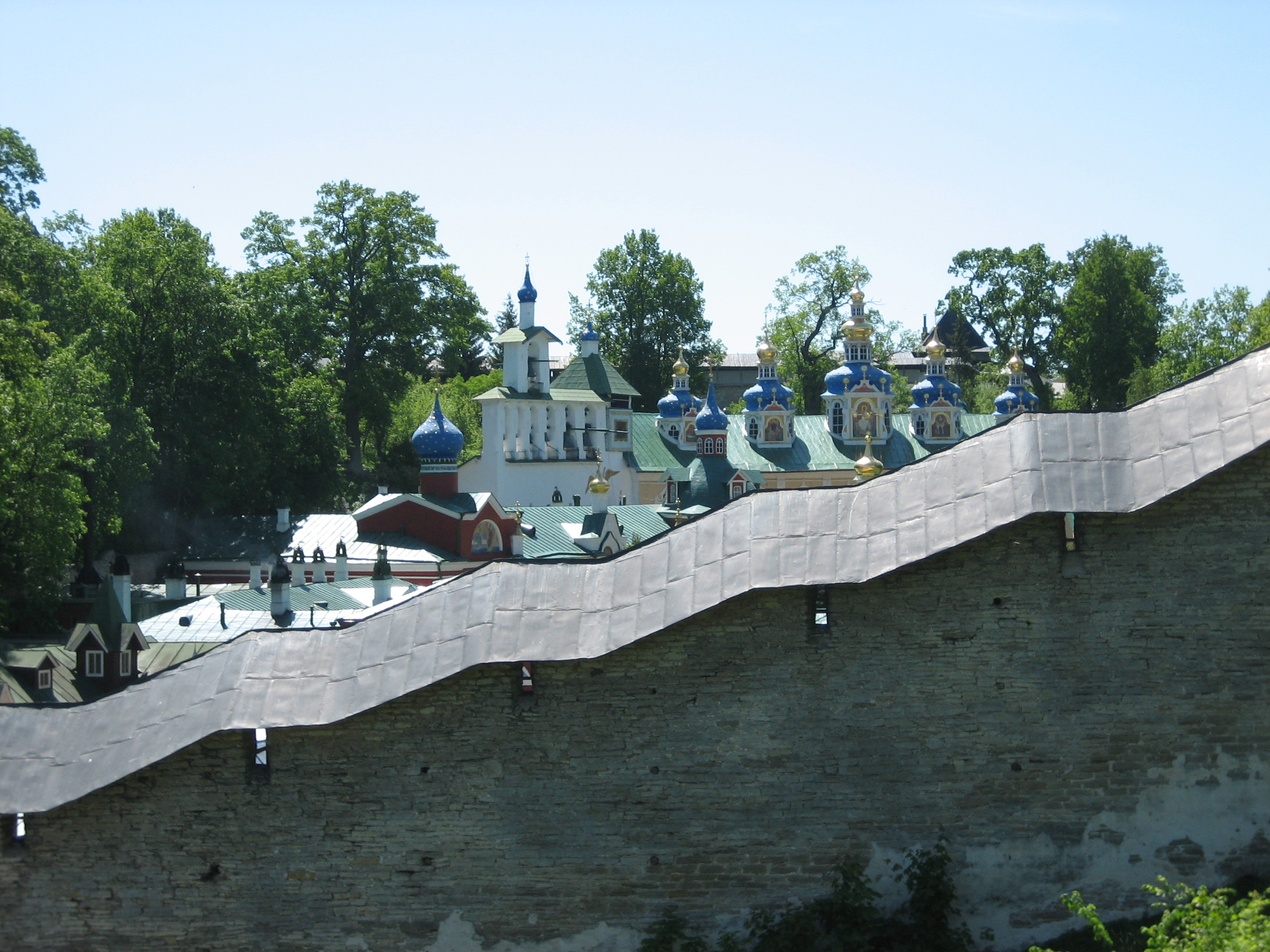
Mariä-Entschlafen-Kloster in Petschory

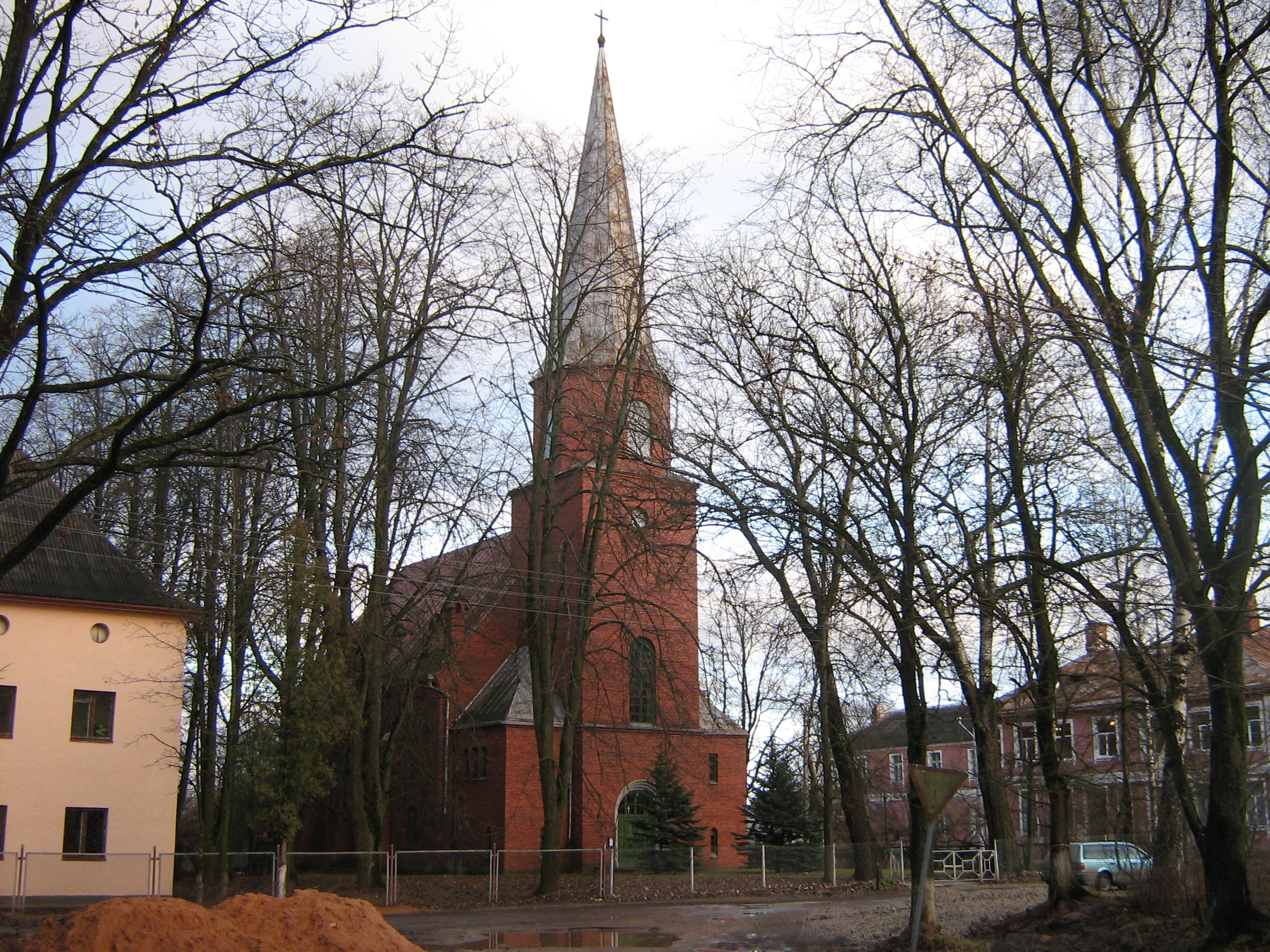
Evangelisch-lutherische St.-Peter-Kirche

| Jahr | Einwohner |
| ---- | --------- |
| 1897 | 1.269     |
| 1959 | 6.926     |
| 1970 | 7.475     |
| 1979 | 10.346    |
| 1989 | 11.935    |
| 2002 | 13.056    |
| 2010 | 11.195    |

Anmerkung: Volkszählungsdaten

## Kultur und Sehenswürdigkeiten
Wichtigste Sehenswürdigkeit ist das am Stadtrand gelegene Pskow-Petschorsker Mariä-Entschlafen-Kloster, in welchem mehrere Bauwerke aus dem 16. Jahrhundert erhalten sind, so das Glockengestühl (Swonniza) von 1532 und die Mariä-Verkündigungs-Kirche (Благовещенская церковь/ Blagoweschtschenskaja zerkow) von 1541.
Petschory besitzt ein Stadtgeschichtsmuseum.
Im Rajon gibt es weitere Sehenswürdigkeiten, wie die Festung Isborsk, die Kirche der Verklärung des Herrn (Спасо-Преображенская церковь/ Spasso-Preobraschenskaja zerkow, 16. Jahrhundert) auf der Insel Kolpino im Peipussee und die Georgskirche (церковь Георгия/ zerkow Georgija) von 1562 bei Senno.
Die evangelisch-lutherische Kirche St. Peter-Kirche in Petschory wurde zwischen 1923 und 1926 nach dem Projekt des Architekten Anatoly Podchekayev für die Estnische Evangelisch-Lutherische Kirche backsteinsichtig im neuromanischen Stil erbaut. Der Grundstein wurde am 11. November 1921 gelegt und die Kirche am 19. September 1926 geweiht.

## Wirtschaft und Infrastruktur
Wichtigstes Unternehmen der Stadt ist ein Wand- und Bodenfliesenwerk (Euro-Ceramics/ Еврокерамика). Daneben Betriebe der Baumaterialien-, Textil- und Lebensmittelindustrie, in der Umgebung Landwirtschaft (Getreide, Kartoffeln, Gemüse; Rinderzucht).
Der Grenzbahnhof Petschory-Pskowskije liegt an der Bahnstrecke Pskow–Riga. Die Straße 58K-333 verbindet Petschory mit der 20 km südlich der Stadt verlaufenden Fernstraße
A212 (Russland).

## Söhne und Töchter der Stadt
- Alfred Hirv (1880–1918), estnischer Maler
- Aavo Sillandi (1912–1983), estnischer Fußballspieler und -trainer
- Lilli Promet (1922–2007), estnische Schriftstellerin und Journalistin
- Endel Tulving (1927–2023), kanadischer Psychologe
- Johannes Kert (1959–2021), estnischer Generalleutnant und Politiker
- Wiktor Liina (* 1968), russischer Konteradmiral
- Jaanus Sirel (* 1975), estnischer Fußballspieler